# Euphaedra medon
Euphaedra medon is een vlinder uit de onderfamilie Limenitidinae van de familie Nymphalidae. De wetenschappelijke naam is gepubliceerd in 1763 door Carl Linnaeus.